# 帕斯卡尔·朗博
帕斯卡尔·朗博（法語：Pascal Rambeau，1972年4月14日—），法国男子帆船运动员。他曾代表法国参加2000年、2004年和2008年夏季奥林匹克运动会帆船比赛，其中2004年奥运会获得一枚铜牌。